# 钱暄

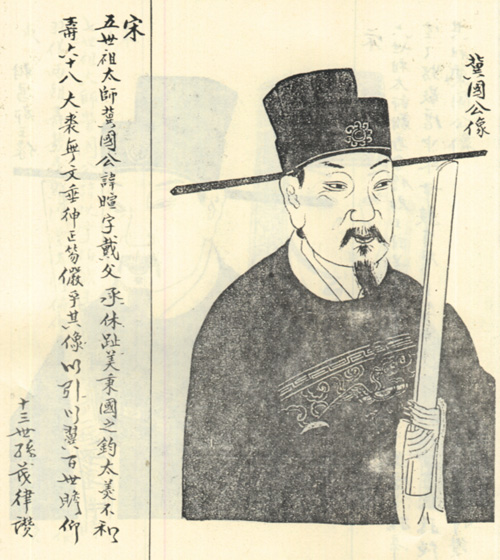
錢暄

钱暄（1018年—1085年），字载阳，钱塘（今浙江杭州）人。

## 生平
以父荫官驾部郎中。仁宗嘉祐中知抚州。神宗熙宁四年（1071年）知台州。元丰七年（1084年），拜宝文阁待制。八年卒，年六十八。有治绩，性嗜学，有著作。

## 家族
父钱惟演；暄为第三子。
有子钱景臻。